# Уань
Уа́нь (кит. упр. 武安, пиньинь Wǔ'ān) — городской уезд городского округа Ханьдань провинции Хэбэй (КНР).

## История
Согласно «Историческим запискам», в 278 году до н.э. было создано удельное владение Уань. При империи Западная Хань на его месте был образован уезд Уань (武安县). При узурпаторе Ван Мане он был переименован в Хуаньань (桓安县), но с установлением империи Восточная Хань уезду было возвращено прежнее название.
Начиная со времён империи Мин уезд Уань входил в состав провинции Хэнань. В годы войны с японцами эти места стали зоной активного партизанского движения китайских коммунистов, и Уань оказался на территории Шаньси-Хэбэй-Шаньдун-Хэнаньского освобождённого района.
В 1949 году был создан Специальный район Ханьдань (邯郸专区) провинции Хэбэй, и уезд вошёл в его состав. В 1958 году уезд Уань был расформирован: его западная часть была присоединена к уезду Шэсянь, а восточная вошла в состав Ханьданя как Горнодобывающий район Уань (武安矿区). В 1961 году уезд был восстановлен в прежних границах. В 1970 году Специальный район Ханьдань был переименован в Округ Ханьдань (邯郸地区). В 1988 году уезд Уань был преобразован в городской уезд. В июне 1993 года округ Ханьдань и город Ханьдань были расформированы, и образован Городской округ Ханьдань.

## Административное деление
Городской уезд Уань делится на 13 посёлков и 9 волостей.